# Mare de Déu de Rocacorba
El Santuari de Mare de Déu de Rocacorba, o Castell de Rocacorba, està situat dalt del massís de Rocacorba, a Canet d'Adri (Gironès), a uns 929 metres d'altitud, just al costat del Puigsou, (992 m) actualment ocupat per repetidors de televisió que s'albiren des de moltes comarques del voltant. És una obra declarada bé cultural d'interès nacional. En aquest racó de món és on s'hi erigeix solemne, just al cim d'una roca amb forma de proa de vaixell, i on en dies clars permet veure des del Cap de Creus, el Montgrí, les Illes Medes, les Gavarres, el Montseny o el Puigmal.

## Història

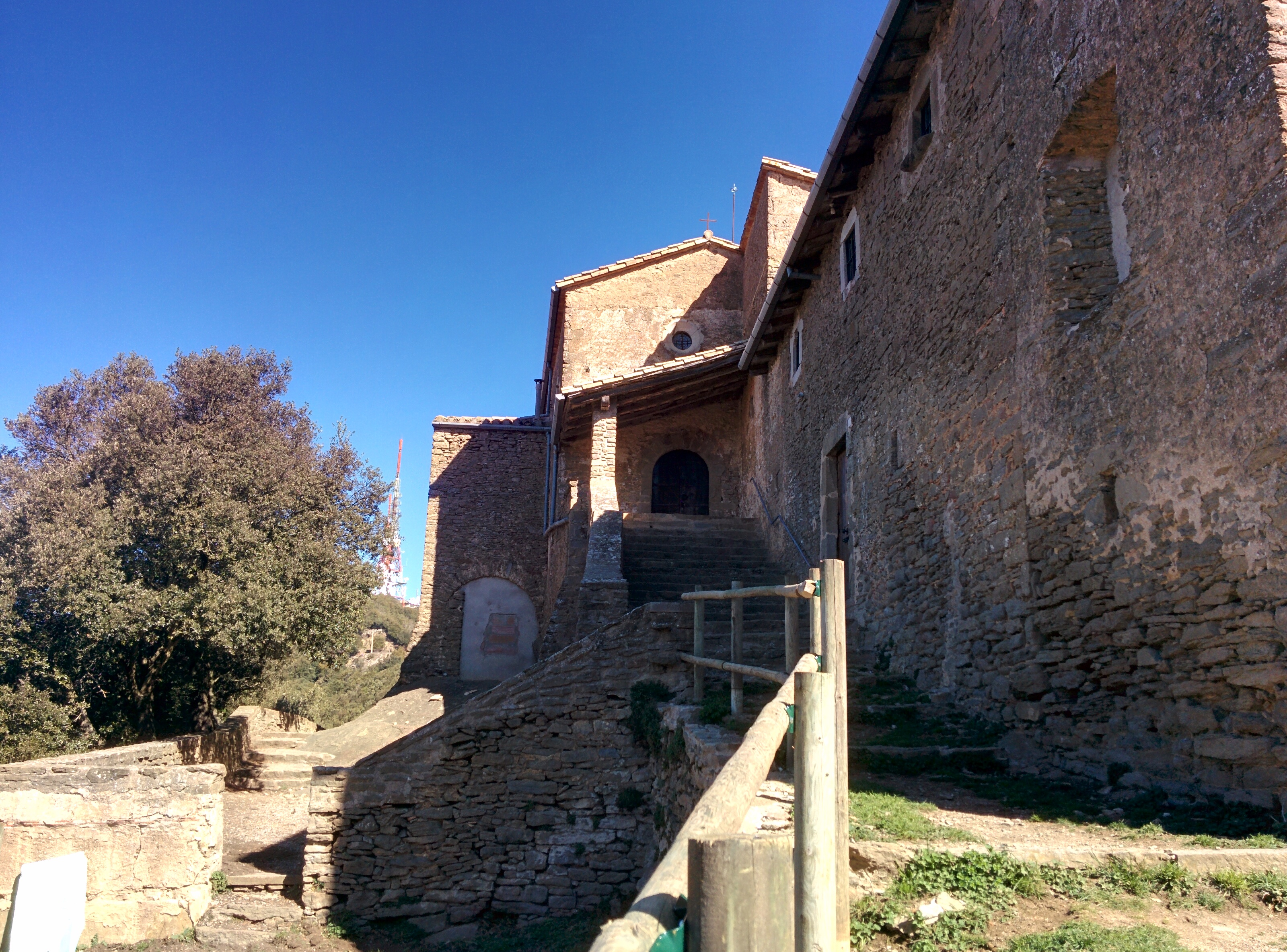
Santuari de Rocacorba

### Origen
Els orígens del castell i de la parròquia de Rocacorba es confonen. Segurament fou un dels primers edificats en les comarques gironines després de la conquesta dels territoris als sarraïns tot i que la data documental més antiga del lloc és la del 1065 quan és citat amb el nom de «rocha curva», en un testament de Guillem Guifré que es conserva a l'arxiu catedralici. El 1130 consta que el cavaller Rodball de Rocacorva i els seus fills pagaven delme pel mas Coll a l'església de Pujarnol. A aquest Rodball de Rocacorva, el seguí el seu fill Berenguer, casat amb una tal Flos. És a aquest Berenguer que fa referència també la concòrdia que se signà, per la qual es redimien a dos sous anuals el cens d'un porc que aquell devia pagar a la canònica per un molí anomenat Enversen. El 1161, Berenguer i la seva família lliurava al bisbe de Girona, Guillem de Peratallada, els imposts reclamats a l'església de Santa Maria de Rocacorba. Per això a partir d'aquest moment passà a ser una propietat del bisbe i es comença a trobar documentada. Per això en un document de l'any 1184 trobem que Dulcia d'Hostoles llegava dos sueldos a la capella del castell de Rocacorba.
El castell, passà el juliol de 1168 a mans de Miró I d'Hostoles, que l'havia permutat pel seu castell amb Berenguer II fill de Berenguer de Rocacorba. Aquest mateix any morí Miró i el castell fou heretat pel seu fill Miró II, que fou investit pel rei Alfons I (Alfons el Cast). El 1212 Miró II d'Hostoles llegà els castells d'Hostoles i Rocacorba a la seva filla Dolça que es casà amb Galceran de Cartellà. Els succeí llur fill Guillem Galceran de Cartellà que morí el 1306. La filla d'aquest, Ermessenda es casà amb Bernat Hug de Serrallonga i li portà en dot el castell de Rocacorba. Aquest matrimoni tingué una filla, Beatriu de Serrallonga, que heretà, del seu avi, la jurisdicció civil i criminal sobre el castell i termes de Rocacorba i de la seva mare Ermessenda, n'heretà els drets senyorials.

### Edat mitjana
El 1313, Beatriu es casà amb Dalmau de Rocabertí, senyor de Peralada. Aquest matrimoni, feudatari del castell, apareix documentat prestant successius homenatges al bisbe Pere de Rocabertí i als reis Jaume II (1321), Alfons el Benigne (1328) i Pere III el Cerimoniós (1337). Beatriu vengué el castell el 1342 al seu castlà Guillem sa Costa de ses Planes de qui passà a Ramon Sant Julià de Revardit. El castell fou recuperat pels Rocabertí el 1383 quan el comprà Felip Dalmau de Rocabertí. L'heretà el fill, Jofre de Rocabertí a qui el rei donà els drets reials sobre el castell i terme de Rocacorba. Els Rocabertí obtingueren el títol de barons de Rocacorba. Entre els segles xiv i xv, al castell se li afegí els altars de Sant Salvador i de Santa Bàrbara.
El 1402, Jofre vengué el castell a Pere Galceran de Cartellà. L'heretà el fill Roger de Cartellà i posteriorment la filla d'aquest, Constança. Constança de Cartellà es casà amb Marc de Montagut, que fou considerat rebel pel rei Joan II durant la guerra civil catalana (1462-1472); per aquest motiu, el castell fou lliurat pel rei al cap remença Francesc de Verntallat. Degut als terratrèmols de 1427-1431 i a les guerres esmentades, el castell s'anà deteriorant progressivament i perdé utilitat. Per aquest motiu, es va anar reformant i transformant en santuari marià.

### Edat Contemporània
El 1479 els pagesos de La Muntanya s'apoderaren d'ell i el 1482 els jurats de Girona, òrgan de govern local de la ciutat de Girona, proposaren la seva demolició al rei, que no s'executà. Quan el castell va decaure, la seva església es transformà en santuari marià. El 1485 el tenia en possessió un tal Damià Espígol, remença, que també s'havia apoderat del castell de Cartellà. El 1495, per manca d'interès per l'indret, el castell tornà a mans de la família Montagut, en la persona de Pere de Montagut, i posteriorment als Vallgornera i als Baldric.
La capella actual és una sòbria construcció del segle xviii. Durant les restauracions fetes la dècada de 1980 aparegué l'estructura romànica de l'edifici, que havia quedat amagada per les reformes del segle xviii.

## Descripció

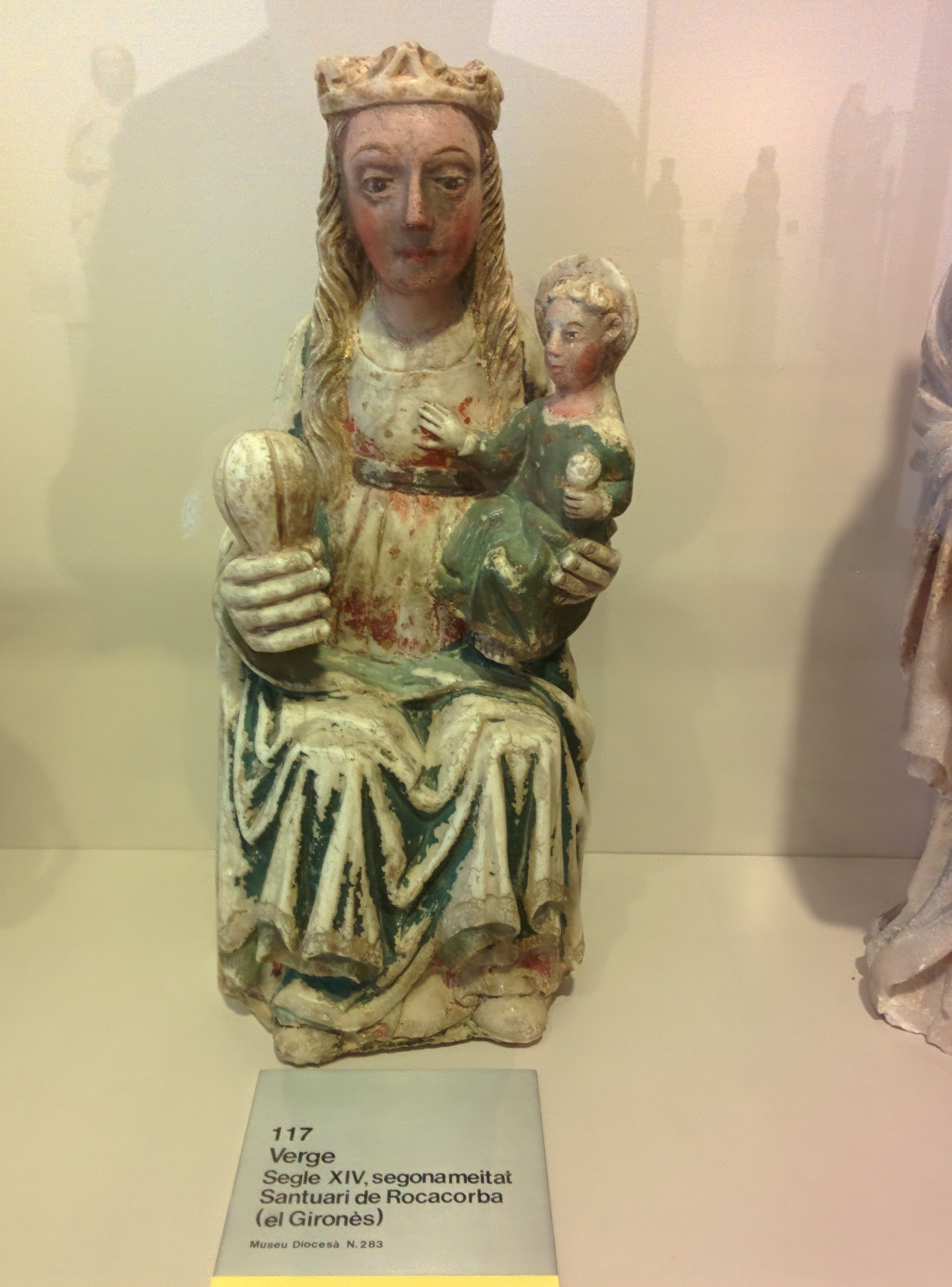
Imatge de la Mare de Déu de Rocacorba al Museu d'Art de Girona

Del castell primitiu només se'n conserven escasses restes. Els seus fonaments estan reaprofitats en les edificacions actuals. En destaca el Santuari de Rocacorba, datat del segle xviii. A la part occidental del penyal es conserven la base d'una torre, un tram de muralla d'uns 3 metres de llargada i un altre mur amb una obertura rectangular. Tant el parament de les restes de la torre com el de la muralla està fet amb pedra calcària irregular, de mida mitjana, mentre que el del mur està fet amb pedres més grosses lligades amb morter de calç. La devoció a la Mare de Déu de Rocacorba s'ha estès pels dos vessants de la muntanya, d'una banda cap a Canet d'Adri al Gironès i d'altra banda cap a Banyoles i comarca.

### Devoció
La Mare de Déu de Rocacorba, com popularment se la coneix, és una de les imatges més conegudes de la vall, venerada per la seva gent per sol·licitar protecció contra les pedregades, i siguen avui dia, un lloc de pelegrinatge pels devots de la comarca gironina amb un aplec el Dilluns de Pasqua Florida. La devoció popular li té diversos Goigs dedicats. Una de les estrofes diu: Sobre majestuosa penya, L'excels trono heu col·locat, Prop del qual a tots s'ensenya Els prodigis que heu obrat; Implorant tots amb fervor Vostra gràcia, Verge aimada.
Diu la tradició, que la imatge de la Mare de Déu de Rocacorba fou trobada en una cova a 300 m del santuari. Inicialment, es volia edificar la capella a Serralta, una mica més a baix (uns 885 m), però es veu que tots els matins, quan els operaris anaven a iniciar els treballs, les seves eines desapareixien i després les trobaven sempre en un altre indret més alt. Així que interpretaren que era en aquest indret on la Verge desitjava que es construís la seva capella. I així ho feren, on actualment hi ha el santuari de Rocacorba. És una talla gòtica del segle xiv de la Mare de Déu de la Pera. Es diu així perquè amb la mà dreta sosté una fruita semblant a una pera, i amb l'esquerra sosté el Nen Jesús) feta en alabastre policromat d'uns 42 cms x17'5cms x 17cms i que es conserva en el Museu d'Art de Girona per preservar-la. L'actual Verge que presideix l'altar és una còpia fidedigna, encara que una mica més grossa, de l'escultor Ramon Casellas, dipositada el 1955.

### Hostatgeria
L'hostatgeria adossada al temple, també del segle xviii, estava gestionada pels ermitans que cuidaven el Santuari (hi hagué ermitans que se'n cuidaven del Santuari fins a finals dels anys setanta del segle passat i hi hagué rector vivent-hi fins a principis del segle XX). Va passar uns anys tancat però als anys vuitanta, decidiren mantenir-lo com a refugi, i el Bisbat de Girona encarregà la gestió a la Comunitat de Jesús (la Comunitat de Jesús tenia presència a Banyoles als anys 80 i alguns dels germans, per petició del bisbat de Girona, s'encarregaven del santuari de Rocacorba els caps de setmana i per l'aplec anual). Després se n'encarregà la fundació Sant Martí de Girona des de 2005 (la Fundació Sant Martí té com a objectiu la protecció, promoció, gestió, restauració, conservació, manteniment i explotació dels béns immobles del Bisbat de Girona). I actualment se n'encarrega l'Agrupament Escolta Sant Narcís de Girona. Si se'n vol visitar l'interior, o fer estada al refugi, cal posar-se en contacte amb l'Agrupament Escolta o coincidir amb la missa que s'hi celebra cada primer diumenge de mes, a l'hivern a les 17 h i a l'estiu a les 18 h.